# جرج کریستف لیختنبرگ
گئورگ کریستوف لیشتن‌برگ (به آلمانی: Georg Christoph Lichtenberg) ‏ (۱ ژوئیه ۱۷۴۲ - ۲۴ فوریه ۱۷۹۹) دانشمند، فیلسوف و طنزپرداز آلمانی بود.
او بیشتر به خاطر کشف فیگور لیشتنبرگ که یک طرح تخلیه الکتریکی منشعب و درخت‌مانند است، شناخته می‌شود. این فیگورها به عنوان فراکتال در نظر گرفته می‌شوند. 

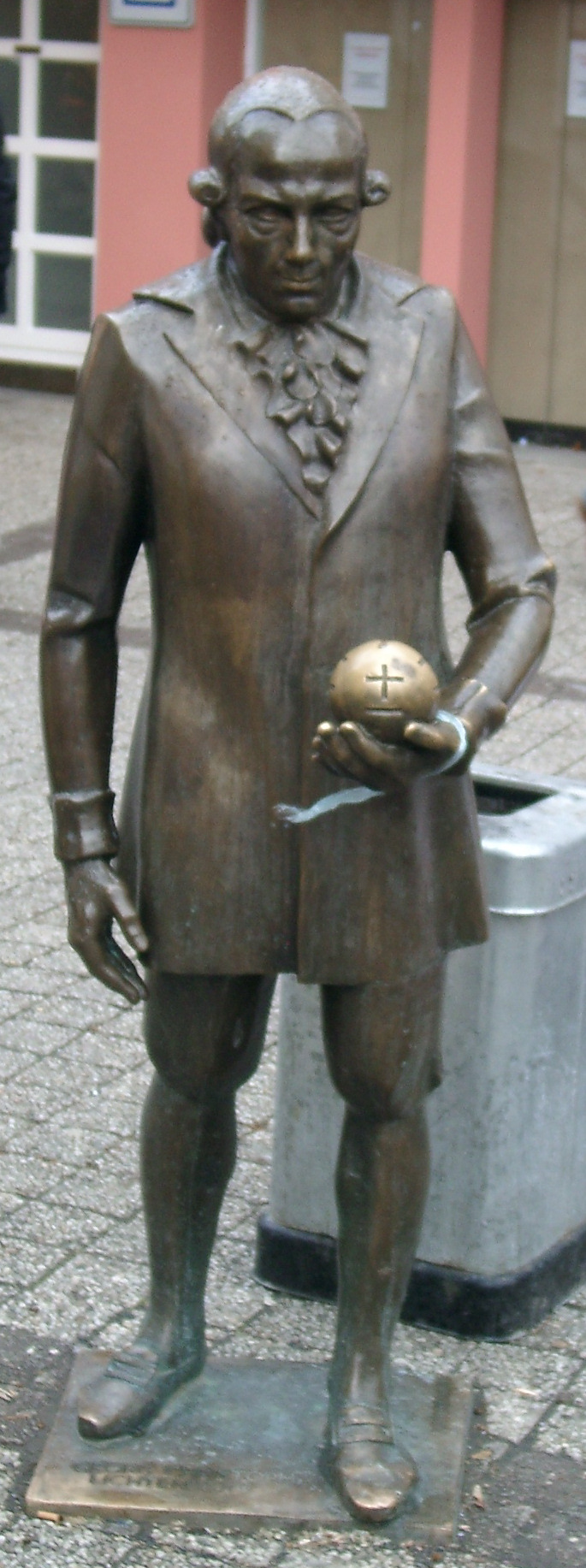

## زندگی
جرج کریستف لیختنبرگ (به آلمانی: Georg Christoph Lichtenberg؛ زادهٔ ۱ ژوئیه ۱۷۴۲ در اوبررام‌شتات – درگذشتهٔ ۲۴ فوریه ۱۷۹۹ در گوتینگن) نویسنده، فیزیک‌دان، ریاضی‌دان، و فیلسوف آلمانی قرن هجدهم بود. او یکی از نخستین افرادی بود که منصب استادی فیزیک تجربی در آلمان را برعهده گرفت و همچنین به دلیل نگارش «دفترچه‌های یادداشت» (آفوریزم‌ها) شهرتی پایدار یافت که در تاریخ اندیشه مدرن جایگاهی ممتاز دارند.

## تحصیلات و فعالیت‌های دانشگاهی
لیختنبرگ در دانشگاه گوتینگن تحصیل کرد و به‌زودی به‌عنوان استاد در همان دانشگاه مشغول به کار شد. او در سال ۱۷۷۰ به مقام استادی فیزیک تجربی رسید، کرسی‌ای که از آن زمان تا پایان عمرش در اختیار داشت. او در این مقام به تدریس علوم طبیعی، فیزیک نیوتنی، و نگارش مقالات علمی پرداخت. سخنرانی‌های او به دلیل روشنگری، طنز، و بینش عمیقش مورد توجه قرار می‌گرفتند.